# Colonia las Flores, Morelos
Colonia las Flores är en ort i Mexiko.   Den ligger i kommunen Xochitepec och delstaten Morelos, i den sydöstra delen av landet, 70 km söder om huvudstaden Mexico City. Colonia las Flores ligger 1 227 meter över havet och antalet invånare är 473.
Terrängen runt Colonia las Flores är kuperad åt nordväst, men åt sydost är den platt. Terrängen runt Colonia las Flores sluttar söderut. Runt Colonia las Flores är det ganska tätbefolkat, med 120 invånare per kvadratkilometer. Närmaste större samhälle är Cuernavaca, 13,1 km norr om Colonia las Flores. I omgivningarna runt Colonia las Flores växer huvudsakligen savannskog.